# 龍運巴士E32線
龍運巴士E32線是香港一條來往葵芳（南）及航天城的巴士路線，途經葵涌、大窩口、青衣長安邨、青衣西路、青嶼幹線、東涌市中心、機場後勤區及機場客運大樓，是現時往返機場和市區收費最低的巴士路線。
龍運巴士E32A線來往葵芳（南）及東涌發展碼頭，途經葵涌、大窩口、荃灣、青嶼幹線、迎東邨及東涌北，不經機場、青衣市中心及東涌市中心。本線是繼龍運巴士E31線及城巴E21A線後，第三條來往東涌但不入機場的北大嶼山全日對外專利巴士路線，亦是首條以東涌北為總站的北大嶼山全日對外專利巴士路線。

## 歷史
- 1997年12月30日：E32投入服務，最初以赤鱲角（赤鱲角南路）為總站。
- 1998年6月22日：配合新機場後勤區啟用，E32線延長至赤鱲角碼頭，來回程途經暢達路（富豪機場酒店）。
- 1998年7月11日：E32線往葵芳方向，離開機場地面運輸中心後直接駛往機場路前往國泰城，不經暢達路（富豪機場酒店）。
- 2003年3月8日：E32線每日10:00-15:30來回程改經青康路、青衣路、青衣鄉事會路及楓樹窩路。
- 2005年5月1日：E32線總站配合機場管理局需關閉赤鱲角碼頭而遷往機場（地面運輸中心）。
- 2005年12月20日：E32線總站配合亞洲國際博覽館啟用而遷往該處，以舒緩機場地面運輸中心總站之擠迫。
- 2008年6月8日：龍運巴士調整票價，盡加之餘，亦不看齊城巴的接近路線收費（$4.0→$4.2）。
- 2017年3月25日：特別路線E32A線投入服務。[1][2]
- 2017年11月6日：E32線星期一至六17:30-18:31由機場博覽館開出的班次改經航展道及航天城東路，並增設航天城交匯處巴士站。
- 2018年10月2日：E32A線由東涌發展碼頭開出的頭班車提前至每日05:40，而尾班車開出時間延長至每日08:00。[3]
- 2018年10月21日：E32及E32A線葵芳總站遷至葵芳（南），往葵芳方向將改經興芳路、葵福路及貨櫃碼頭路，取消葵仁路「新都會廣場」站及葵芳站巴士總站，增設興芳路「新都會廣場」站及葵福路「葵青劇院」站；往東涌方向將改經貨櫃碼頭路及葵義路後返回原有路線。另E32線途經青衣南的班次亦會加設「青華苑」站，往機場方向增設「荃富街」站。[4][5]
- 2019年2月2日：E32A線提升為全日服務，取代E31線東涌北的服務，但卻間接削減了東涌北來往青衣島的公共交通服務。[6]
- 2020年12月28日：E32A線東涌總站臨時延長至東涌纜車站（往東涌方向）／東堤灣畔（往葵芳方向），以便乘客轉乘E33及E33P線往返東涌北及屯門，直至2021年6月20日。
- 2023年7月30日：E32A線往葵芳方向增設怡東路「裕雅苑雅盛閣」及「裕雅商場」站及往東涌發展碼頭方向位於青山公路－荃灣段之「富華街」站前移至「建明街」站。[7]
- 2023年11月26日：E32線機場總站遷往航天城交通總匯，並取消部份時段停靠「航天城交匯處」分站之安排。[8]

## 服務時間及班次
E32
| 葵芳（南）開     | 葵芳（南）開 | 葵芳（南）開 | 航天城開         | 航天城開    | 航天城開     |
| 日期             | 服務時間     | 班次（分鐘） | 日期             | 服務時間    | 班次（分鐘） |
| ---------------- | ------------ | ------------ | ---------------- | ----------- | ------------ |
| 星期一至六       | 05:15        | 05:15        | 星期一至六       | 05:30-07:30 | 30           |
| 星期一至六       | 05:30-06:35  | 13           | 星期一至六       | 07:30-09:30 | 20           |
| 星期一至六       | 06:35-07:35  | 15           | 星期一至六       | 09:55-14:30 | 25           |
| 星期一至六       | 07:47        | 07:47        | 星期一至六       | 14:30-15:30 | 20           |
| 星期一至六       | 08:00-09:40  | 25           | 星期一至六       | 15:50-16:30 | 20           |
| 星期一至六       | 10:05-15:35  | 25           | 星期一至六       | 16:30-18:00 | 15           |
| 星期一至六       | 16:00-22:20  | 20           | 星期一至六       | 18:00-20:00 | 20           |
| 星期一至六       | 22:20-00:00  | 25           | 星期一至六       | 20:00-21:40 | 25           |
|                  |              |              | 星期一至六       | 21:40-00:00 | 20           |
| 星期日及公眾假期 | 05:15-08:00  | 15           | 星期日及公眾假期 | 05:30-07:30 | 30           |
| 星期日及公眾假期 | 08:00-09:40  | 25           | 星期日及公眾假期 | 07:30-09:30 | 20           |
| 星期日及公眾假期 | 10:05-15:35  | 25           | 星期日及公眾假期 | 09:55-14:30 | 25           |
| 星期日及公眾假期 | 16:00-22:20  | 20           | 星期日及公眾假期 | 14:30-15:30 | 20           |
| 星期日及公眾假期 | 22:20-00:00  | 25           | 星期日及公眾假期 | 15:50-16:30 | 20           |
|                  |              |              | 星期日及公眾假期 | 16:30-18:00 | 15           |
| 18:00-20:00      | 20           |              | 星期日及公眾假期 |             |              |
| 20:00-21:40      | 25           |              | 星期日及公眾假期 |             |              |
| 21:40-00:00      | 20           |              | 星期日及公眾假期 |             |              |

- 藍字班次繞經青康路、青衣路、青衣鄉事會路及楓樹窩路

E32A
| 葵芳（南）開         | 葵芳（南）開 | 葵芳（南）開 | 東涌發展碼頭開       | 東涌發展碼頭開 | 東涌發展碼頭開 |
| 日期                 | 服務時間     | 班次（分鐘） | 日期                 | 服務時間       | 班次（分鐘）   |
| -------------------- | ------------ | ------------ | -------------------- | -------------- | -------------- |
| 星期一至五           | 05:40-17:00  | 20           | 星期一至五           | 05:40、06:00   | 05:40、06:00   |
| 星期一至五           | 17:00-18:00  | 15           | 星期一至五           | 06:15-08:05    | 12/13          |
| 星期一至五           | 18:00-23:00  | 20           | 星期一至五           | 08:05-08:20    | 15             |
| 星期一至五           | 23:00-00:00  | 30           | 星期一至五           | 08:20-19:00    | 20             |
| 星期六、日及公眾假期 | 05:40-08:40  | 30           | 星期一至五           | 19:00-00:00    | 30             |
| 星期六、日及公眾假期 | 08:40-23:00  | 20           | 星期六、日及公眾假期 | 05:40-19:00    | 20             |
| 星期六、日及公眾假期 | 23:00-00:00  | 30           | 星期六、日及公眾假期 | 19:00-00:00    | 30             |

## 收費
| 路線 | 全程收費 | 分段收費                                                              |
| ---- | -------- | --------------------------------------------------------------------- |
| E32  | $11.2    | - 過北大嶼山公路後往航天城：$4.5 - 青華苑往葵芳（南）：$6.7           |
| E32A | $11.2    | - 過北大嶼山公路後往東涌發展碼頭：$3.8 - 祈德尊新邨往葵芳（南）：$6.7 |

| - 本線設有12歲以下小童及65歲或以上長者半價優惠。 - 65歲或以上香港居民使用「樂悠咭」，以及12歲以下合資格殘疾兒童使用「殘疾人士身份」個人八達通繳付車資，均可享有每程$2.0或半價（以較低者為準）的票價優惠；12至64歲合資格殘疾人士使用「殘疾人士身份」個人八達通（包括「樂悠咭」），以及60至64歲香港居民使用「樂悠咭」繳付車資，均可享有每程$2.0或全費（以較低者為準）的票價優惠。 - 65歲或以上長者如使用長者或一般個人八達通繳付車資，則只可享有半價優惠；12至64歲合資格殘疾人士如不使用「殘疾人士身份」個人八達通，以及60至64歲人士如不使用「樂悠咭」繳付車資，必須繳付全費。 - 乘客可以現金或八達通於上車時付款，不設找續。 - 每位成人乘客可免費攜帶最多兩名4歲以下而不佔座位的兒童乘客乘車，超額之4歲以下小童必須繳付小童車費乘車。 - 持有「九巴月票」之乘客在車票有效期內，每日可享最多10程任何九龍巴士及龍運巴士路線（包括本路線，以及聯營路線的九龍巴士／龍運巴士提供的班次；惟乘搭機場「A」及「NA」線則可享原價二七折優惠（不會計算每天10次合資格車程））；而B1線則每日可享最多各2程（不會計算每天10次合資格車程）。 - 九龍巴士、城巴、龍運巴士及陽光巴士全職員工及家屬（不包括外判職員）可免費乘搭本路線，惟必須拍職員或職員家屬八達通。 - 乘客亦可透過多元化電子支付系統（e度嘟）繳付車資，包括使用非接觸式VISA卡、JCB卡、萬事達卡、銀聯卡、美國運通、大來國際、Discover Card、Apple Pay、Google Pay、Samsung Pay、AlipayHK「易乘碼」、支付寶、WeChatHK／微信支付「搭車碼」、銀聯雲閃付「乘車碼」及BOC Pay「乘車碼」。乘客使用此付款方式，使用此支付方式的乘客可享有中途下車之分段收費，以及與其他九巴／龍運獨營路線或聯營線九巴／龍運班次之轉乘優惠，惟不適用於與非九巴／龍運路線之轉乘優惠，亦不能享有「公共交通費用補貼計劃」及「長者及合資格殘疾人士公共交通票價優惠計劃」。 - 此路線接受接受以非接觸式Visa、萬事達卡、銀聯卡、Apple Pay、Google Pay、Samsung Pay、AlipayHK「易乘碼」及銀聯雲閃付「乘車碼」繳付車資。使用此等付款方式將只可享有其他同樣接受此付款方式的路線的轉乘優惠，亦不能受惠於劃一$2票價優惠及公共交通費用補貼計劃。 |

### 八達通轉乘優惠
乘客登上E32線後指定時間內以同一張八達通卡轉乘以下路線，或從以下路線登車後指定時間內以同一張八達通卡轉乘E32線，次程可獲車資折扣優惠：
（為鼓勵往返東涌乘客使用E31，E32與E32A往返東涌沒有轉乘優惠）
E32←→龍運E線
- E32往機場 → E31往逸東邨，次程車資全免，於青嶼幹線轉車站轉乘，轉乘時限為150分鐘
- E31往逸東邨 → E32往機場，次程車資全免，於青嶼幹線轉車站轉乘，轉乘時限為150分鐘
- E31往荃灣 → E32往葵芳，次程車資全免，於青嶼幹線轉車站轉乘，轉乘時限為90分鐘
- E32往葵芳→ E31往荃灣，次程車資全免，於青嶼幹線轉車站轉乘，轉乘時限為90分鐘
- E42往機場 → E32往航天城，次程車資全免，於青嶼幹線轉車站轉乘，轉乘時限為150分鐘
- E32往葵芳 → E42往市區，次程可獲$10折扣優惠，於青嶼幹線轉車站轉乘，轉乘時限為90分鐘

E32A←→龍運E線
- E32A往葵芳 → E31、E41或E42(C)(P)往市區，次程可獲$11.2折扣優惠，於青嶼幹線轉車站轉乘，轉乘時限為90分鐘
- E32A往東涌北 → E31、E41或E42(C)(P)往東涌/機場，次程可獲$11.2折扣優惠，於青嶼幹線轉車站轉乘，轉乘時限為150分鐘

E32←→龍運A線，於青嶼幹線轉車站轉乘
- A31、A41、A41P或A43往機場 → E32往航天城，次程車資全免，轉乘時限為150分鐘
- E32往葵芳 → A31、A41、A41P或A43往市區，回贈首程車資，轉乘時限為90分鐘

E32←→R8，次程可獲$1折扣優惠，於青嶼幹線轉車站轉乘
- E32任何方向 → R8往迪士尼樂園，轉乘時限為120分鐘
- R8往青嶼幹線轉車站 → E32任何方向，轉乘時限為60分鐘

E32、E32A←→嶼巴3M、11、23，次程可獲$1折扣優惠
- E32、E32A往東涌/機場 → 嶼巴3M、11、23往南大嶼山，轉乘時限為150分鐘
- 嶼巴3M、11、23往東涌、37任何方向或38/38P往東涌站 → E32、E32A往葵芳，轉乘時限為90分鐘

E32←→S64、嶼巴37、38系，次程可獲$1折扣優惠
- E32往機場 → S64往逸東邨、嶼巴37任何方向或38往逸東邨，轉乘時限為150分鐘
- S64往機場、嶼巴37任何方向或38往東涌站 → E32往葵芳，轉乘時限為90分鐘

E32←→城巴S52，次程可獲$0.5折扣優惠
- E32往機場 → S52往飛機維修區，轉乘時限為150分鐘
- S52往逸東邨 → E32往葵芳，轉乘時限為90分鐘

E32、E32A←→九巴290/290A/290E/290X線，次程可獲$5折扣優惠，轉乘時限為150分鐘
- E32、E32A往葵芳 → 九巴290/290A/290E/290X往將軍澳
- 九巴290/290A/290E/290X往荃灣 → E32、E32A往東涌/機場

E32←→九巴41A/42C/44/X42P線，次程可獲$5折扣優惠，轉乘時限為120分鐘
- E32往葵芳 → 九巴41A/42C/44/X42P往九龍
- 九巴41A/42C/44往青衣 → E32往機場

E32A←→九巴30X/33/40/42C/230X/234P/234X/934/934A/X42P線，次程可獲$5折扣優惠，轉乘時限為120分鐘
- E32A往葵芳 → 九巴30X/33/40/42C/230X/234P/234X/934/934A/X42P往九龍/港島
- 九巴30X/33/40/42C/234X/934往青衣/荃灣 → E32A往東涌

## 行車路線
E32

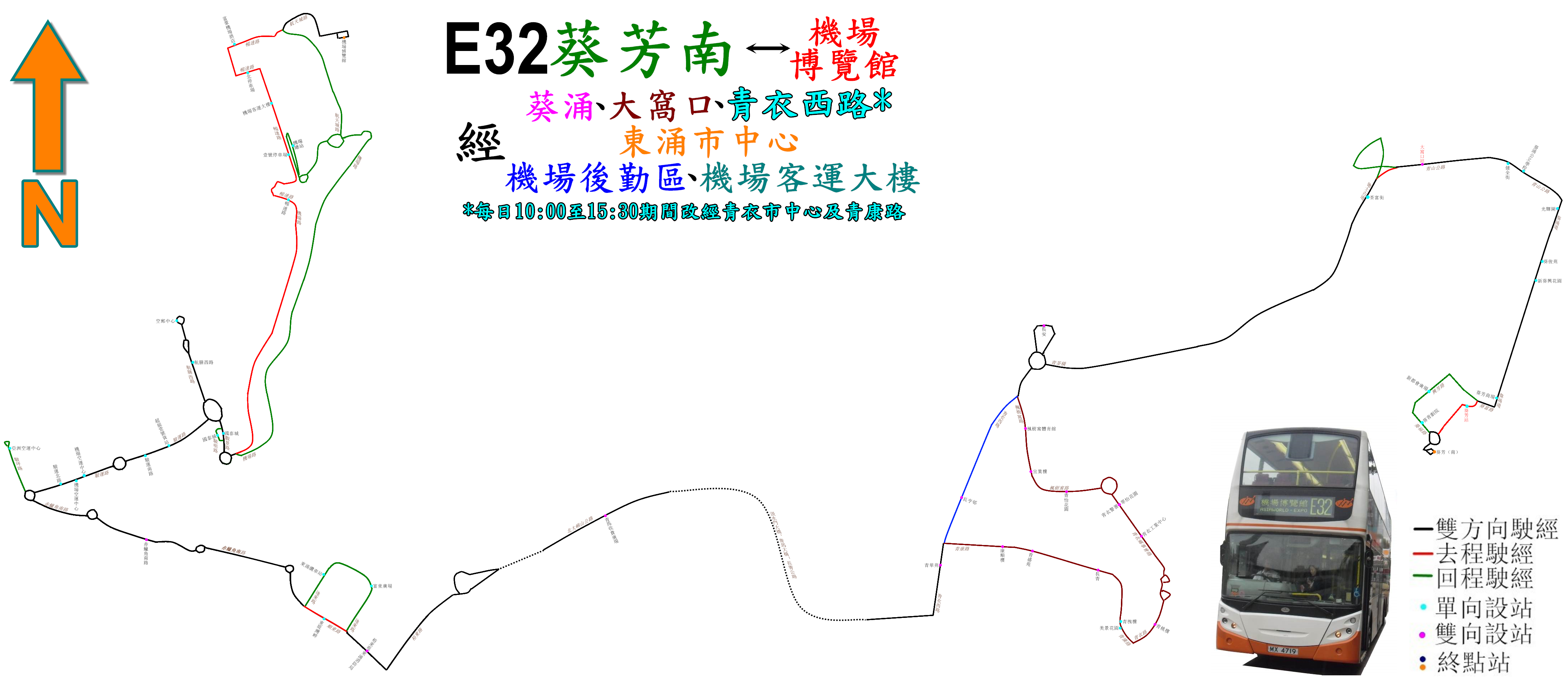
E32線的走線圖

葵芳（南）開經：貨櫃碼頭路、葵福路、葵仁路、葵芳站公共運輸交匯處、葵義路、葵富路、葵涌道、青山公路－葵涌段、德士古道、青荃路、擔桿山交匯處、青敬路、長安巴士總站、擔桿山路、擔桿山交匯處、楓樹窩路、青衣鄉事會路、青衣路、青康路、青衣西路、長青公路、青衣西北交匯處、青嶼幹線、北大嶼山公路、東涌東交匯處、裕東路、順東路、赤鱲角南路、駿運路、駿運路交匯處、航膳西路、駿運路交匯處、觀景路、東岸路、機場路、暢連路、暢達路、機場北交匯處、航天城路及航天城第二街。
每日10:00-15:30開出的班次將改經斜體字之路段。
航天城開經：航天城第三街、航天城東路、航天城交匯處、暢連路、機場南交匯處、暢連路、機場（地面運輸中心）巴士總站、暢連路、機場南交匯處、機場路、東岸路、觀景路、駿明路、觀景路、駿運路交匯處、航膳西路、駿運路交匯處、駿運路、駿坪路、赤鱲角南路、順東路、達東路、順東路、裕東路、東涌東交匯處、北大嶼山公路、青嶼幹線、青衣西北交匯處、長青公路、青衣西路、青康路、青衣路、青衣鄉事會路、楓樹窩路、擔桿山交匯處、青敬路、長安巴士總站、擔桿山路、擔桿山交匯處、青荃路、德士古道、德士古道北、城門道、青山公路—葵涌段、葵涌道、葵富路、興芳路、葵福路及貨櫃碼頭路。
每日10:00-15:30開出的班次將改經斜體字之路段。
E32A

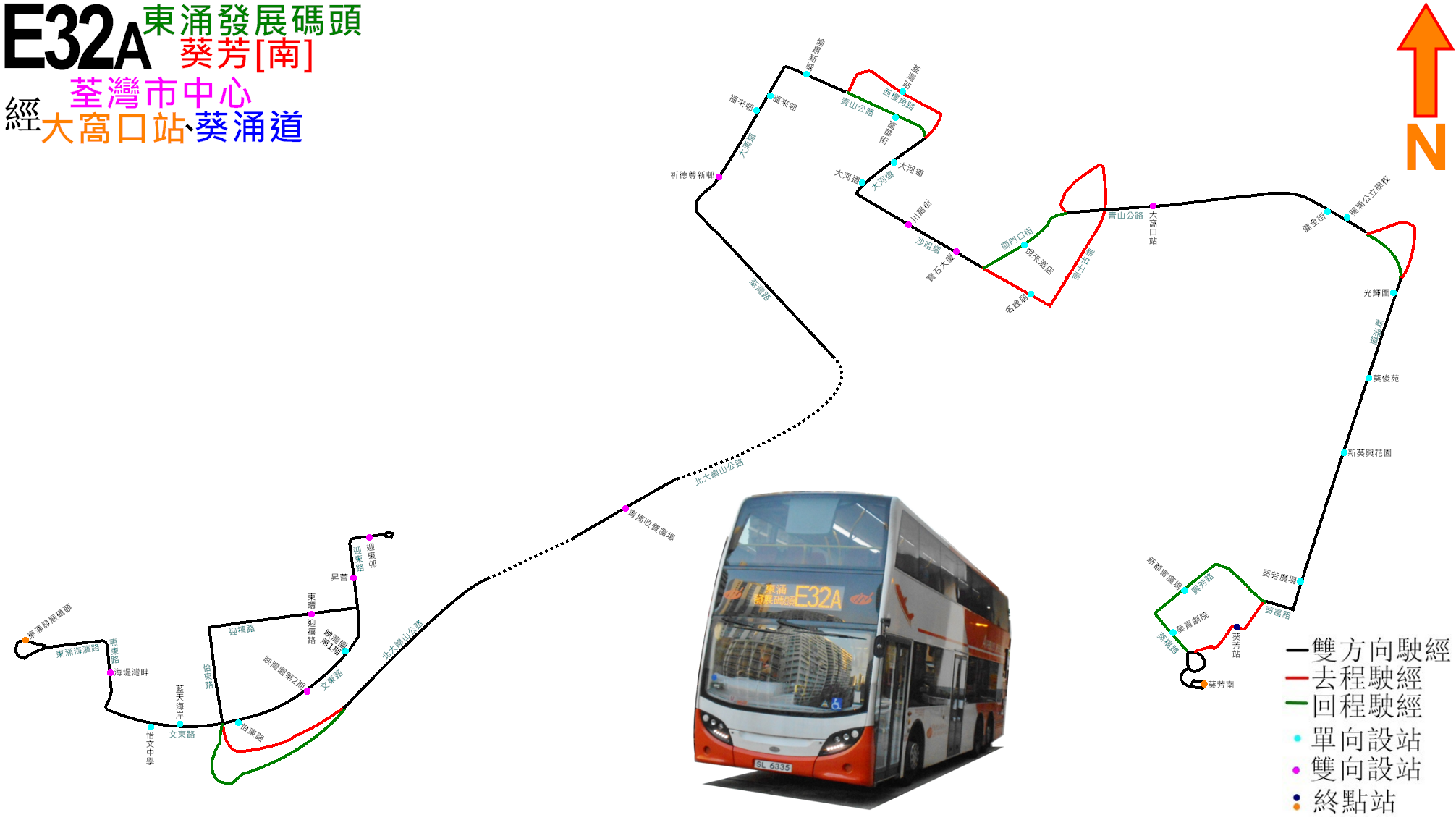
E32A線的走線圖

東涌發展碼頭開經：東涌海濱路、惠東路、文東路、迎東路、迎東邨巴士總站、迎東路、迎禧路、怡東路（北行）、掉頭、怡東路（南行）、東涌東交匯處、北大嶼山公路、青嶼幹線、青衣西北交匯處、青衣北岸公路、青荃路、荃青交匯處、荃灣路、大涌道、青山公路－荃灣段、西樓角路、大河道、沙咀道、德士古道、德士古道北、城門道、青山公路（荃灣段、葵涌段）、葵涌道、葵富路、興芳路、葵福路及貨櫃碼頭路。 
葵芳（南）開經：貨櫃碼頭路、葵福路、葵仁路、葵芳站公共運輸交匯處、葵義路、葵富路、葵涌道、青山公路－葵涌段、青山公路－荃灣段、關門口街、沙咀道、大河道、青山公路－荃灣段、大涌道、荃灣路、荃青交匯處、青荃路、青衣北岸公路、青衣西北交匯處、青嶼幹線、北大嶼山公路、東涌東交匯處、怡東路、迎禧路、迎東路、迎東邨巴士總站、迎東路、文東路、惠東路及東涌海濱路。

### 沿線車站
E32
| 葵芳（南）開 | 葵芳（南）開               | 葵芳（南）開             | 航天城開 | 航天城開                   | 航天城開                     |
| 序號         | 車站名稱                   | 位置                     | 序號     | 車站名稱                   | 位置                         |
| ------------ | -------------------------- | ------------------------ | -------- | -------------------------- | ---------------------------- |
| 1            | 葵芳（南）巴士總站         | 貨櫃碼頭路公共運輸交匯處 | 1        | 航天城巴士總站             | 航天城交通總匯               |
| 2            | 葵芳站                     | 葵芳站公共運輸交匯處     | 2        | 機場（地面運輸中心）       | 機場（地面運輸中心）巴士總站 |
| 3            | 葵芳廣場                   | 葵涌道                   | 3        | 國泰城                     | 駿明路                       |
| 4            | 光輝圍                     | 葵涌道                   | 4        | 航膳西路                   | 航膳西路                     |
| 5            | 健全街                     | 青山公路-葵涌段          | 5        | 駿運南路                   | 駿運路                       |
| 6            | 大窩口站                   | 青山公路-葵涌段          | 6        | 機場空運中心               | 駿運路                       |
| 7            | 荃富街                     | 德士古道                 | 7        | 亞洲空運中心               | 駿坪路                       |
| 8            | 青衣轉車站－長安總站（A7） | 長安巴士總站             | 8        | 赤鱲角南路                 | 赤鱲角南路                   |
| 9*           | 長亨邨                     | 青衣西路                 | 9        | 東涌纜車站                 | 達東路                       |
| ^            | 楓樹窩體育館               | 楓樹窩路                 | 10       | 富東廣場                   | 達東路                       |
| ^            | 青衣邨宜業樓               | 楓樹窩路                 | 11       | 裕東苑                     | 順東路                       |
| ^            | 綠悠雅苑                   | 楓樹窩路                 | 12       | 青嶼幹線轉車站（N3）       | 北大嶼山公路                 |
| ^            | 翠怡花園                   | 青衣鄉事會路             | 13       | 青華苑                     | 青衣西路                     |
| ^            | 青衣工業中心               | 青衣鄉事會路             | ^        | 長康邨康順樓               | 青康路                       |
| ^            | 長青邨青桃樓               | 青衣路                   | ^        | 青盛苑                     | 青康路                       |
| ^            | 美景花園                   | 青康路                   | ^        | 長青巴士總站               | 青康路                       |
| ^            | 長青巴士總站               | 青康路                   | ^        | 長青邨青槐樓               | 青康路                       |
| ^            | 青盛苑                     | 青康路                   | ^        | 長青邨青桃樓               | 青衣路                       |
| ^            | 長康邨                     | 青康路                   | ^        | 青衣工業中心               | 青衣鄉事會路                 |
| 10           | 青華苑                     | 青衣西路                 | ^        | 青衣警署                   | 青衣鄉事會路                 |
| 11           | 青嶼幹線轉車站（A4）       | 北大嶼山公路             | ^        | 綠悠雅苑                   | 楓樹窩路                     |
| 12           | 東涌消防局                 | 順東路                   | ^        | 青衣邨宜業樓               | 楓樹窩路                     |
| 13           | 東堤灣畔                   | 順東路                   | ^        | 楓樹窩體育館               | 楓樹窩路                     |
| 14           | 赤臘角南路                 | 赤臘角南路               | 14*      | 長亨邨                     | 青衣西路                     |
| 15           | 駿運北路                   | 駿運路                   | 15       | 青衣轉車站－長安總站（A6） | 長安巴士總站                 |
| 16           | 香港空運貨站               | 駿運路                   | 16       | 大窩口站                   | 青山公路—葵涌段              |
| 17           | 空郵中心                   | 航膳西路                 | 17       | 昌榮路迴旋處               | 青山公路—葵涌段              |
| 18           | 國泰城                     | 觀景路                   | 18       | 葵俊苑                     | 葵涌道                       |
| 19           | 暢連路                     | 暢連路                   | 19       | 新葵興花園                 | 葵涌道                       |
| 20           | 一號停車場                 | 暢達路                   | 20       | 新都會廣場                 | 興芳路                       |
| 21           | 一號客運大樓（北）         | 暢達路                   | 21       | 葵青劇院                   | 葵福路                       |
| 22           | 富豪機場酒店               | 暢達路                   | 22       | 葵芳（南）巴士總站         | 貨櫃碼頭路公共運輸交匯處     |
| 23           | 航天城巴士總站             | 航天城交通總匯           |          |                            |                              |

- 註：經青衣中、南的班次不停有*號之車站，改停有 ^ 號之車站

E32A
| 東涌發展碼頭開 | 東涌發展碼頭開         | 東涌發展碼頭開           | 葵芳（南）開 | 葵芳（南）開           | 葵芳（南）開             |
| 序號           | 車站名稱               | 位置                     | 序號         | 車站名稱               | 位置                     |
| -------------- | ---------------------- | ------------------------ | ------------ | ---------------------- | ------------------------ |
| 1              | 東涌新發展碼頭巴士總站 | 東涌新發展碼頭巴士總站   | 1            | 葵芳（南）巴士總站     | 貨櫃碼頭路公共運輸交匯處 |
| 2              | 海堤灣畔               | 惠東路                   | 2            | 葵芳站                 | 葵芳站公共運輸交匯處     |
| 3              | 藍天海岸               | 文東路                   | 3            | 葵芳廣場               | 葵涌道                   |
| 4              | 映灣園第二期           | 文東路                   | 4            | 光輝圍                 | 葵涌道                   |
| 5              | 映灣園第一期           | 文東路                   | 5            | 健全街                 | 青山公路-葵涌段          |
| 6              | 迎東邨                 | 迎東邨巴士總站           | 6            | 大窩口站               | 青山公路-葵涌段          |
| 7              | 昇薈                   | 迎東路                   | 7            | 悅來酒店               | 關門口街                 |
| 8              | 迎禧路                 | 迎禧路                   | 8            | 寶石大廈               | 沙咀道                   |
| 9              | 裕雅苑雅盛閣           | 怡東路                   | 9            | 川龍街                 | 沙咀道                   |
| 10             | 裕雅商場               | 怡東路                   | 10           | 大河道                 | 大河道                   |
| 11             | 青嶼幹線轉車站（N3）   | 北大嶼山公路             | 11           | 建明街                 | 青山公路-荃灣段          |
| 12             | 祈德尊新邨             | 大涌道                   | 12           | 大涌道福來邨           | 大涌道                   |
| 13             | 大涌道福來邨           | 大涌道                   | 13           | 祈德尊新邨             | 大涌道                   |
| 14             | 愉景新城               | 青山公路-荃灣段          | 14           | 青嶼幹線轉車站（A3）   | 北大嶼山公路             |
| 15             | 荃灣站                 | 西樓角路                 | 15           | 迎禧路裕雅苑           | 迎禧路                   |
| 16             | 大河道                 | 大河道                   | 16           | 東環                   | 迎禧路                   |
| 17             | 川龍街                 | 沙咀道                   | 17           | 昇薈                   | 迎東路                   |
| 18             | 寶石大廈               | 沙咀道                   | 18           | 迎東邨                 | 迎東邨巴士總站           |
| 19             | 名逸居                 | 沙咀道                   | 19           | 映灣園第二期           | 文東路                   |
| 20             | 大窩口站               | 青山公路—葵涌段          | 20           | 怡東路                 | 文東路                   |
| 21             | 昌榮路迴旋處           | 青山公路—葵涌段          | 21           | 怡文中學               | 文東路                   |
| 22             | 葵俊苑                 | 葵涌道                   | 22           | 海堤灣畔               | 惠東路                   |
| 23             | 新葵興花園             | 葵涌道                   | 23           | 東涌新發展碼頭巴士總站 | 東涌新發展碼頭巴士總站   |
| 24             | 新都會廣場             | 興芳路                   |              |                        |                          |
| 25             | 葵青劇院               | 葵福路                   |              |                        |                          |
| 26             | 葵芳（南）巴士總站     | 貨櫃碼頭路公共運輸交匯處 |              |                        |                          |

## 外部連結
- 九巴E32線－龍運巴士 （页面存档备份，存于）
- 龍運巴士E32線－i-busnet.com （页面存档备份，存于）
- 龍運巴士E32線－681巴士總站 （页面存档备份，存于）